# Сашо Удович
Сашо Удович (Љубљана, 12. децембар 1968) је бивши словеначки професионални фудбалер који је играо на позицији бека. Представљао је своју земљу на Европском првенству 2000. године

## Играчка каријера

### Клубови
Удович је почео да игра фудбал у локалним омладинским тимовима Љубљана и Свобода. Професионалну фудбалску каријеру започео је 1989. у Хајдуку из Сплита, али није успео да се наметне у првој постави. Каријера му није ишла ни у Олимпији, средином сезоне 1991/92 Удович је прешао у клуб Слован. Док је играо за Слован, постао је најбољи стрелац шампионата Словеније 1992/93. са 25 постигнитх голова.
После успеха у Словану, Удович је позван у белгијски Беверен, где је играо три године са променљивим успехом. Потом је играо за Лозану, са којом је два пута освојио Куп Швајцарске и на крају у аустријски ЛАСК. После Европског првенства 2000. Удовичева игра је донекле избледела и 2001. је завршио каријеру.

### Репрезентација
Прву утакмицу у саставу словеначке репрезентације одиграо је 7. априла 1993. године, била је то пријатељска утакмица против репрезентације Естоније, у којој је Удович постигао свој први гол.
У периоду 1998-1999, репрезентација Словеније се успешно пласирала на Европско првенство 2000. у Белгији и Холандији, заузевши друго место у квалификационој групи и победивши репрезентацију Украјине у плеј-офу. Удович је учествовао у свим мечевима квалификација, а на финалном турниру је играо у два од три утакмице, без да је постигао иједан гол.
Последњи меч за репрезентацију одиграо је у оквиру квалификација за Светско првенство 2002. у Љубљани 11. октобра 2000. против Швајцарске. За репрезентацију је одиграо укупно 42 утакмице, постигавши 16 голова до свог последњег међународног такмичења 2000. године.

## Успеси

### Играчки
Слован
- Првенство Словеније: Најбољи стрелац 1992/93. (25. голова)

Лозана
- Куп Швајцарске (2): победник 1998, 1999